# 中華民國中央及地方政府徽章列表
本列表收錄1895年至1945年台灣日治時期，以及自1911年中華民國建國至遷台至今以來，國家與地方機關使用的代表徽章。

## 國徽
| 徽章 | 名稱                        | 使用政權                        | 啟用日期       | 廢止日期       | 設計者                         | 徽章含義 |
|      | 中華民國國徽、 中華帝國國徽 | 中華民國北洋政府、 中華帝國     | 1913年2月      | 1928年12月29日 | 周樹人（魯迅）、許壽裳、錢稻孫 | 北洋政府時期的中華民國國徽是中國首面國徽，又稱十二章國徽、嘉禾國徽。1912年8月，時任中華民國臨時大總統袁世凱指定3位教育部薦任科長：周樹人（魯迅）、許壽裳、錢稻孫研擬國徽圖案，8月28日完成（參見《魯迅日記》裡的相關記述），3人合作設計圖樣，錢稻孫畫出圖例，說明書由魯迅執筆，1913年2月中華民國教育部發表。為時短暫的中華帝國時袁世凱沿用國徽，直到1928年12月29日，奉系軍閥將領張學良將原來懸掛的北洋政府的五色旗換成國民政府的青天白日滿地紅旗，十二章國徽同時廢止。 |
|      | 中華民國國徽                | 中華民國國民政府、 中華民國政府 | 1928年12月17日 | 不適用         | 陸皓東、何應欽                 | 中華民國國徽是中華民國主權的象徵和標誌，以陸皓東所設計的青天白日旗為藍本製作，1924年何應欽設計的陸軍軍官學校校旗，系首次出現的圓底青天白日標誌。此圖案為時任校長蔣中正所採用。1928年被《中華民國國徽國旗法》確定為國徽，民國43年（西元1954年）修訂後的《國徽國旗法》規定了其正確比例與精確畫法。目前是中華民國在國際上比中華民國國旗還要常見的標誌，如中華民國護照、中華奧委會會旗、中華民國童軍、女童軍徽上均有中華民國國徽。                                        |

## 省徽
| 徽章 | 名稱       | 使用地     | 啟用日期 | 廢止日期 | 設計者 | 徽章含義 |
|      | 臺灣省省徽 | 臺灣省政府 | 待查     | 至今     | 待查   | 呈圓形，底色為淺藍色，黃色梅花花環圍繞台灣地圖，中華民國國旗在台灣中央。 |
|      | 福建省省徽 | 福建省     | 待查     | 至今     | 王士朝 | 省徽為一枚八瓣圓形和針狀花瓣組成的盛開花朵，中央有一字「閩」，圓形花瓣代表八閩，針狀花瓣代表發展願景。「門」字兩腳開叉，意指金門、連江兩縣，「虫」字下橫彎上，形似笑容，象徵溫馨喜悅。省徽底色為土黃色，代表丘陵地帶；綠色為山林植被；藍色代表面向海洋，開拓思想；白色則表示金門、連江是福建省的光明與希望。 |

## 直轄市市徽
| 徽章 | 名稱                        | 使用地                                           | 啟用日期         | 廢止日期 | 設計者                                     | 徽章含義 |
|      | 臺北市市徽 （第三代）       | 臺北市                                           | 2010年9月20日    | 至今     | 張維懿                                     | 陳水扁擔任市長時，認為原市旗市徽已不合時宜，因而在1996年舉辦公開徵選新版市徽。獲市議會通過前先以臺北市政府府徽之名義使用，直至2010年正式使用。市徽為四色北字，下方有臺北市中英文名。                                                     |
|      | 新北市市徽 （原臺北縣縣徽） | 臺北縣 新北市                                    | 1964年至1973年間 | 至今     | 謝順榮                                     | 原為臺北縣縣徽，乃蘇清波縣長時代公開徵選所得，其後隨著臺北縣升格為新北市而過渡成為市徽。市徽以「台北」二字變化而成，代表永遠發達；十字交叉縱橫象徵橋樑，文化四通八達；而圓形象徵「壽」字，代表永垂不沒。                                 |
|      | 桃園市市徽 （原桃園縣縣徽） | 桃園縣 桃園市（直轄市）                          | 1971年           | 至今     | 待查                                       | 原為桃園縣縣徽，主體呈圓形，外環為黃色，代表「園」字；藍色底色襯托下，中間雙心上下互相交疊，象徵「桃」字，合意為桃園；交疊之間以綠白點綴，綠色代表美化山林，白色代表淨化人間，桃園二紅字在心形中間；市徽的整體意思為南北共融、圓滿和諧。 |
|      | 臺中市市徽                  | 日治臺灣臺中市 臺中市（省轄市） 臺中市（直轄市） | 1921年           | 至今     | 中村與松                                   | 原為日屬台灣台中市市徽，市役所徵集市徽，再由議員選出，傳承到今。市徽為「中」字變體，圓形象徵團結，設計簡約。 |
|      | 臺南市市徽                  | 臺南市（直轄市）                                 | 2014年12月23日   | 至今     | 楊士賢                                     | 市徽看起來像一個「南」字型，上半部象徵飛簷的造型，下半部則是象徵古城門，中間黑色造型元素則為黑面琵鷺的黑臉及嘴喙的形象表現，搭配上半部造型，表現黑琵展翅的意象外，也象徵展翅高飛的精神。。                                               |
|      | 高雄市市徽 （第三代）       | 高雄市（合併前） 高雄市（合併後）                | 2010年1月1日     | 至今     | 林宏澤（台南科技大學視覺傳達設計系副教授） | 市徽原為2009高雄世運會徽，後因舊市徽不合時宜，遂被提案成新市徽。其以「陽光之都、動感高雄」為設計主題，外形像「高」字組成的舞動彩帶，象徵「和諧、友誼、律動、飛躍、進步」，起筆的昏黃色代表旭日光輝，收尾的藍色則是藍色浪花。             |

## 縣徽、市徽
| 徽章 | 名稱                 | 使用地 | 啟用日期             | 廢止日期 | 設計者                 | 徽章含義 |
|      | 基隆市市徽（第二代） | 基隆市 | 待查（約於1970年代） | 至今     | 胡德強（安樂國中教師） | 市徽圖案的背景象徵基隆的自然環境：藍色缺口圓環代表港埠、黃綠色山形象徵多山地貌。貨櫃船形「基隆」兩字，象徵基隆乃一座港都，又象徵著隨著航運演進，基隆必然會發展成台灣最大貨櫃吞吐港。 |
|      | 新竹市市徽           | 新竹市 | 待查                 | 至今     | 待查                   | 以天、地、人三位合一為設計主軸，三片竹葉等距排列，意指市政推展只往前進，絕不後退之意。三個竹節圜結，圜則環圓，結則團結，意指精誠團結就是力量，功德圓滿就是成果。外環則是象徵一片空間、一片天地。竹市兩字「竹」帶有微笑之意、為象形，竹字和市字合而為一微笑臉形。 |
|      | 嘉義市市徽           | 嘉義市 | 1982年7月1日         | 至今     | 蔡明宏                 | 市徽以藍色為底，象徵高尚、尊嚴；梅花為白色，象徵光明；「71」字為紅色，象徵進步、吉祥；北回歸線標誌為綠色，象徵新生。嘉義市市徽由梅花、「71」、北回歸線與四條綠色線條組成，梅花代表國花，「71」代表七十一年七月一日改制，北回歸線代表嘉義市地理位置，四條綠色線條代表改制升格。 |
|      | 新竹縣縣徽           | 新竹縣 | 1996年5月29日        | 至今     | 待查                   | 以晴竹葉代表新竹之意；圓形外觀意味著「事事圓滿」；底色上半部之耀眼色代表新竹運如旭日東昇，光耀燦爛，下半黃綠青翠，如春天的草原欣欣向榮。。 |
|      | 苗栗縣縣徽           | 苗栗縣 | 待查                 | 至今     | 邱文光                 | 縣徽呈圓形，代表團體合作；下方有綠色兩葉，代表「苗」字，象徵茁壯成長；上方的藍色高塔也是代表「苗」字，表示石油產地的身份，象徵自強不息。 |
|      | 彰化縣縣徽           | 彰化縣 | 待查                 | 至今     | 待查                   | 以梅花（國花）為背景，花內為「化」的圖案字。黃色寓意縣民是炎黃子孫，綠色代表彰化平原欣欣向榮的朝氣，深紅色顯示縣民熱情、活力、莊重、博愛。稻穗與齒輪的連結，表示「農業支持工商業、工商業帶動農業」。 |
|      | 南投縣縣徽           | 南投縣 | 1973年至1981年間     | 至今     | 待查                   | 金黃色圓形表示南投以和建縣、一團和氣、遍地黃金；三個綠色三角形表示南投到處青山翠谷峰巒重疊、森林密佈；三個三角形的中心點代表南投是臺灣的地理中心。顏色部份，紅色象徵溫馨熱誠、綠色代表環保成長、黃色是光明希望。 |
|      | 雲林縣縣徽           | 雲林縣 | 1991年9月12日        | 至今     | 待查                   | 外圍二十個齒輪象徵二十個鄉鎮市不斷默默的運轉、團結、和諧在一起，共同朝向未來理想的目標。齒輪上方圖騰代表朝向未來高科技之走向，不再停滯於農業縣；齒輪下方圖騰的彩帶象徵雲林縣之「榮譽」，黃色帶代表希望、光明、活動、爽朗，綠色帶象徵雲林農業與淳樸勤儉之美德，藍色帶代表海洋和奮發精神，意味雲林積極開拓海洋觀光、養殖、離島工業。兩條白色帶代表主要河川濁水溪與北港溪，雲林圓體字代表和諧、團結之意。 |
|      | 嘉義縣縣徽           | 嘉義縣 | 1998年11月4日        | 至今     | 柳佐錡                 | 綠色圓圈代表欣欣向榮，圓滿的精緻農業；山型代表嘉義縣的地標阿里山；橙色圓形代表阿里山的日出及縣政蓬勃的活力；藍色波浪代表布袋港生生不息的永續發展。 |
|      | 屏東縣縣徽           | 屏東縣 | 1996年6月11日        | 至今     | 洪鳳卿                 | 大武山為屏東縣民的心理依憑，綠地以恆春半島延伸入海的代表雙岬角造型，表現屏東縣的地理特徵，亦說明以農立縣的屏東農產豐盛，永遠環保之意。白色的鵝鑾鼻燈塔豎立中央，放射光芒象徵屏東屹立南海，屏護往來船隻。 |
|      | 宜蘭縣縣徽           | 宜蘭縣 | 1997年至2005年間     | 至今     | 待查                   | 縣徽呈橢圓形，顯現動感，代表作用力均衡，象徵兼顧人文、環境、工商平衡發展，而且彰顯宜蘭人進取的精神；縣徽顏色由綠漸變藍，代表山林和海洋，龜山島在綠色中，海洋有白色的浪花橫過，象徵不畏風浪。 |
|      | 花蓮縣縣徽（第三代） | 花蓮縣 | 2011年               | 至今     | 待查                   | 以太陽在海面昇起的意象，象徵太平洋的曙光；每個光點代表原住民文化色彩：阿美族、太魯閣族、布農族、噶瑪蘭族、撒奇萊雅族、賽德克族與漢族，各大族群融合。領航鯨是領導者的象徵。 |
|      | 臺東縣縣徽           | 臺東縣 | 2023年9月8日         | 至今     | 臺東設計中心           | 以「東字」的五條橫線象徵臺東視覺印象的「公路線、海岸線、山稜線、地平線」以及向外擴散的「影響力」，並呼應「視覺、嗅覺、味覺、聽覺、觸覺」五感體驗，打開對臺東的想像。縣徽將文字部份筆畫圖像化，表現日出時分陽光從山頭爬起的畫面，以及海平面上的月光折射，回應臺東的知名地景「第一道曙光」及「月光海」。                                                                                                 |
|      | 澎湖縣縣徽           | 澎湖縣 | 1973年               | 至今     | 許一男                 | 白色圖案以「澎」字為設計基礎，左右六條浪花為「氵」和「彡」的變體，代表澎湖縣六個鄉市團結在一起。中間部份上為燈塔頂部形像（亦為「壴」字），下為澎湖跨海大橋縱斷面之造型，上下連接形似一座燈塔。背景深藍色象徵碧海，淺藍色寓意青天。海闊天空，景色寧靜，說明澎湖是一個海上樂園。 |

| 徽章 | 名稱       | 使用地 | 啟用日期      | 廢止日期 | 設計者 | 徽章含義 |
|      | 金門縣縣徽 | 金門縣 | 1992年3月27日 | 至今     | 王士朝 | 縣徽上以燕尾屋脊構成金字塔屋頂，代表傳統地位，中有蝠形懸魚，象徵和諧安寧；橙色山牆兩峰並起，宛如兩扇門屝，代表廈門、金門、平潭、東山四島，也同時代表「富貴貧賤」；外環形如蓮花，代表金門出淤泥而不染。 |
|      | 連江縣縣徽 | 連江縣 | 1984年2月10日 | 至今     | 張信義 | 縣徽五瓣黃色梅花形，內含藍色花心，中央有紅色連江二字。 |

## 直轄市區徽
| 徽章 | 名稱                  | 使用地 | 啟用日期 | 廢止日期 | 設計者 | '徽章含義 |
|      | 桃園區區徽            | 桃園區 | 待查     | 至今     | 待查   | 區徽呈圓形，藍天綠地下有一座高山和黃廟，山為虎頭山公園，廟為桃園景福宮，代表桃園區重視區民生活和信仰。                                                         |
|      | 中壢區區徽            | 中壢區 | 待查     | 至今     | 待查   | 區徽由紫色J和藍色L組成，J字勾住圓球，L之上是太陽，中間有中壢區英文名。                                                                                         |
|      | 平鎮區區徽            | 平鎮區 | 待查     | 至今     | 待查   | 區徽由藍色齒輪組成，齒輪下是稻穗，中央是平鎮區地圖，紅色箭咀直指上部。                                                                                         |
|      | 八德區區徽            | 八德區 | 待查     | 至今     | 待查   | 區徽呈八角形，象徵八卦，由藍綠兩色手掌交握而成，中央有屋形空隙，代表團結和「全民勤儉，熱愛美好家園」精神。                                                     |
|      | 楊梅區區徽            | 楊梅區 | 待查     | 至今     | 待查   | 區徽呈梅花形，代表客家人耐勞的精神；外環為藍色，內環為紅色，中央是心型鴿子，象徵和平和愛心。                                                                   |
|      | 蘆竹區區徽            | 蘆竹區 | 待查     | 至今     | 待查   | 區徽呈圓形，主體為綠色，蘆竹挺立交錯代表政風和諧和鄉土情懷；下方的V字以航機銀翼造形，象徵勝利；拱型大門則代表台灣桃園國際機場。                                |
|      | 大溪區區徽            | 大溪區 | 待查     | 至今     | 待查   | 區徽由綠色D和藍色S組成。 |
|      | 龍潭區區徽 （第一代） | 龍潭區 | 待查     | 待查     | 待查   | 區徽呈圓形，主體為藍色，黃龍在藍海上流戈。 |
|      | 龍潭區區徽 （第二代） | 龍潭區 | 待查     | 至今     | 待查   | 區徽左為紅色龍首，共後是旋渦形圖案，深淺藍色形成內外兩C字，中央寫有「幸福微笑」，「福」字下方「田」字以四瓣葉代替。                                            |
|      | 龜山區區徽            | 龜山區 | 待查     | 至今     | 待查   | 區徽呈圓形，底體為翠藍色，象徵平安開闊；其中是金色二十四角光芒，又似齒輪，代表光芒萬丈和全天候辛勤工作，中央是篆體「龜山」兩字。                               |
|      | 大園區區徽 （第一代） | 大園區 | 待查     | 待查     | 待查   | 區徽呈藍色圓形，上部是藍天，飛機在此飛翔，下部是座落綠地的桃園機場，飛機旁有藍色「大園」二字。                                                                 |
|      | 大園區區徽 （第二代） | 大園區 | 待查     | 至今     | 待查   | 區徽為藍色「大園」二字，「大」字象飛機，象徵為桃園航空主要座落地；而「園」字有圓形圍繞；下方有紅色大園鄉英文寫法。                                             |
|      | 觀音區區徽            | 觀音區 | 待查     | 至今     | 待查   | 區徽呈圓形，底色為藍色，光芒中有觀音像，下方是稻穗；區徽下方是粉紅色線條。                                                                                     |
|      | 新屋區區徽            | 新屋區 | 1979年   | 至今     | 姜義凱 | 區徽呈圓形，稻穗有二十三顆穀粒，代表二十三里，象徵新屋區盛產稻米；下方的淺藍代表海洋，有魚躍起，代表漁獲豐富；其上有「新屋」二紅字。                             |
|      | 復興區區徽            | 復興區 | 待查     | 至今     | 待查   | 區徽呈橢圓形，象徵「復」字，區徽中三山一橋，象徵「興」字；三山並排，前山上有一白線，代表小烏來瀑布；中山後山上的日出代表「塔曼日出」；下方的紅橋代表復興紅橋。 |

## 縣轄市、鄉、鎮徽章

### 台北縣
| 徽章 | 名稱       | 使用地 | 啟用日期 | 廢止日期 | 設計者 | 描述   |
|      | 板橋市市徽 | 板橋市 | 待查     | 至今     | 待查   | [ 47 ] |
|      | 中和市市徽 | 中和市 | 待查     | 至今     | 待查   | [ 48 ] |
|      | 永和市市徽 | 永和市 | 待查     | 至今     | 待查   | [ 49 ] |
|      | 新莊市市徽 | 新莊市 | 待查     | 至今     | 待查   | [ 50 ] |
|      | 三重市市徽 | 三重市 | 待查     | 至今     | 待查   | [ 51 ] |
|      | 蘆洲市市徽 | 蘆洲市 | 待查     | 至今     | 待查   | [ 52 ] |
|      | 新店市市徽 | 新店市 | 待查     | 至今     | 待查   | [ 53 ] |
|      | 樹林市市徽 | 樹林市 | 待查     | 至今     | 待查   | [ 54 ] |
|      | 汐止市市徽 | 汐止市 | 待查     | 至今     | 待查   | [ 55 ] |
|      | 土城市市徽 | 土城市 | 待查     | 至今     | 待查   | [ 56 ] |
|      | 八里鄉鄉徽 | 八里鄉 | 待查     | 至今     | 待查   | [ 57 ] |
|      | 林口鄉鄉徽 | 林口鄉 | 待查     | 至今     | 待查   | [ 58 ] |
|      | 五股鄉鄉徽 | 五股鄉 | 待查     | 至今     | 待查   | [ 59 ] |
|      | 泰山鄉鄉徽 | 泰山鄉 | 待查     | 至今     | 待查   | [ 60 ] |
|      | 三峽鎮鎮徽 | 三峽鎮 | 待查     | 至今     | 待查   | [ 61 ] |
|      | 鶯歌鎮鎮徽 | 鶯歌鎮 | 待查     | 至今     | 待查   | [ 62 ] |
|      | 瑞芳鎮鎮徽 | 瑞芳鎮 | 待查     | 至今     | 待查   | [ 63 ] |
|      | 淡水鎮鎮徽 | 淡水鎮 | 待查     | 至今     | 待查   | [ 64 ] |
|      | 三芝鄉鄉徽 | 三芝鄉 | 待查     | 至今     | 待查   | [ 65 ] |
|      | 石門鄉鄉徽 | 石門鄉 | 待查     | 至今     | 待查   | [ 66 ] |
|      | 金山鄉鄉徽 | 金山鄉 | 待查     | 至今     | 待查   | [ 67 ] |
|      | 萬里鎮鎮徽 | 萬里鎮 | 待查     | 至今     | 待查   | [ 68 ] |
|      | 貢寮鄉鄉徽 | 貢寮鄉 | 待查     | 至今     | 待查   | [ 69 ] |
|      | 平溪鄉鄉徽 | 平溪鄉 | 待查     | 至今     | 待查   | [ 70 ] |
|      | 雙溪鄉鄉徽 | 雙溪鄉 | 待查     | 至今     | 待查   | [ 71 ] |
|      | 深坑鄉鄉徽 | 深坑鄉 | 待查     | 至今     | 待查   | [ 72 ] |
|      | 石碇鄉鄉徽 | 石碇鄉 | 待查     | 至今     | 待查   | [ 73 ] |
|      | 坪林鄉鄉徽 | 坪林鄉 | 待查     | 至今     | 待查   | [ 74 ] |
|      | 烏來鄉鄉徽 | 烏來鄉 | 待查     | 至今     | 待查   | [ 75 ] |

### 宜蘭縣
| 徽章 | 名稱       | 使用地 | 啟用日期 | 廢止日期 | 設計者 | 描述 |
|      | 宜蘭市市徽 | 宜蘭市 | 待查     | 至今     | 待查   | 市徽呈圓形，外環黃色，內環由草結織成，中有「宜市」兩紅字。 |
|      | 頭城鎮鎮徽 | 頭城鎮 | 待查     | 至今     | 待查   | 鎮徽呈心形，上部為深藍色，象徵天空，太陽和龜山島在其中；白浪下是淺藍的魚，象徵海洋。 |
|      | 礁溪鄉鄉徽 | 礁溪鄉 | 待查     | 至今     | 待查   | 鄉徽呈圓形，外環為藍色，上部是綠色山林，下方是藍色半圓，中央燃起火炎。 |
|      | 壯圍鄉鄉徽 | 壯圍鄉 | 待查     | 至今     | 待查   | 鄉徽呈圓形，由上淺綠下橘兩筆劃構成，右上角是綠色的T和橘色的M，中間是「壯圍鄉」三字，下方為壯圍鄉的英文寫法。 |
|      | 員山鄉鄉徽 | 員山鄉 | 待查     | 至今     | 待查   | 鄉徽上部為綠色高山，下方水浪濺起五滴水珠，其中有「水的故鄉」四字，底下寫上「員山」兩紅字。 |
|      | 羅東鎮鎮徽 | 羅東鎮 | 待查     | 至今     | 待查   | 鎮徽呈圓形，在綠色大地上被紅橘光影圍繞，中央太陽映照三株大樹，綠色大地中有「羅東鎮」三字。 |
|      | 五結鄉鄉徽 | 五結鄉 | 待查     | 至今     | 待查   | 鎮徽呈梅花形，底色為藍色，人形張開雙手，其上為三瓣葉和星星。 |
|      | 三星鄉鄉徽 | 三星鄉 | 待查     | 至今     | 待查   | 鎮徽呈圓形，底色為淺藍色，左右雙蔥鞏固太陽，太陽上有三星，中央有「三星」二字。 |
|      | 冬山鄉鄉徽 | 冬山鄉 | 待查     | 至今     | 待查   | 鎮徽呈梅花形，上綠下藍，中央有白色的圖案，下方有冬山鄉中英文名。 |
|      | 大同鄉鄉徽 | 大同鄉 | 待查     | 至今     | 待查   | 鎮徽呈菱形，外菱呈紅色，有黑紅三角點綴，上藍下紅兩筆觸盤旋中央山林，下方有大同鄉中英文名。 |
|      | 蘇澳鎮鎮徽 | 蘇澳鎮 | 待查     | 至今     | 待查   | 鎮徽外環為兼色輪齒形，以黑白環襯托，淺藍為底色，中央是船扣，有「蘇澳」二字。 |
|      | 南澳鄉鄉徽 | 南澳鄉 | 2019年   | 至今     | 待查   | 以南澳(NANAO)英文中的兩個N加以解構與重組。兩個N解構出A(如圖˄)及倒A(如圖˅)。˄為生活在此山脈的族群，˅為泰雅紋面之象徵，並以兩條水意象的弧線為主軸連接，以展現團結共心的現代南澳流域族群。白色與紅色為泰雅族主要顏色，表達活出文化的本質與精神。。 |

### 新竹縣
| 徽章 | 名稱       | 使用地 | 啟用日期 | 廢止日期 | 設計者 | 描述 |
|      | 竹北市市徽 | 竹北市 | 待查     | 至今     | 待查   | 市徽呈藍色梅花形，中間圓形上部是竹形，下部是「北」字。                                                                 |
|      | 竹東鎮鎮徽 | 竹東鎮 | 待查     | 至今     | 待查   | 市徽呈圓形，外環為黃色，雙竹在兩旁，五座山在中央，上下兩方有「竹東」兩紅字。                                           |
|      | 關西鎮鎮徽 | 關西鎮 | 待查     | 至今     | 待查   | 市徽呈梅花形，外圍是綠色的竹葉，代表生命力；梅花為淡紅色，代表關西各個族群共融；上下部則有「關西」二字。               |
|      | 新豐鄉鄉徽 | 新豐鄉 | 待查     | 至今     | 待查   | 市徽呈黃色梅花形，外圍由三瓣綠色的竹葉點綴，中央為紅色「豐」字。                                                       |
|      | 寶山鄉鄉徽 | 寶山鄉 | 待查     | 至今     | 待查   | 市徽呈黑色圓形，下方是紅色「寶」字。                                                                                   |
|      | 五峰鄉鄉徽 | 五峰鄉 | 待查     | 至今     | 待查   | 市徽呈豬牙狀，環成圓形，主體為綠色，代表清新，其中有黑色「五峰」二字，代表充滿著神密色彩，「峰」字的紅色點綴代表活力。 |
|      | 芎林鄉鄉徽 | 芎林鄉 | 待查     | 至今     | 待查   | 市徽呈圓形，上部是「芎林鄉」三紅字，下部是稻穗，中間是紅色圓環，中央是紅色「芎」字。                                   |

### 苗栗縣
| 徽章 | 名稱       | 使用地 | 啟用日期 | 廢止日期 | 設計者 | 描述 |
|      | 苗栗市市徽 | 苗栗市 | 待查     | 至今     | 待查   | 市徽呈圓形，中間是紅色「苗」字，下方以綠藍兩色長條點綴。                                                                                                 |
|      | 通霄鎮鎮徽 | 通霄鎮 | 待查     | 至今     | 待查   | 市徽呈圓形，寫有「苗栗縣通霄鎮公所」字樣；下方是同心圓，黃色背景之下，綠色的山巒代表的虎頭山通入雲霄，蔚藍海浪代表濱臨海洋。                             |
|      | 西湖鄉鄉徽 | 西湖鄉 | 待查     | 至今     | 待查   | 市徽呈圓形，外圓為藍色，寫有「苗栗縣西湖鄉公所」字樣；內圓有綠山，一道藍河直通山上。                                                                     |
|      | 公館鄉鄉徽 | 公館鄉 | 待查     | 至今     | 曾桂龍 | 市徽呈圓形，象徵團結、和諧；由內外綠色兩弧組成，代表「公」字，其中兩側有十九顆稻穗，象徵十九個村，下方又有十塊禾葉，象徵十全十美；中央是黃色公館鄉地圖。 |

### 嘉義縣
| 徽章 | 名稱         | 使用地   | 啟用日期 | 廢止日期 | 設計者 | 描述 |
|      | 太保市市徽   | 太保市   | 待查     | 至今     | 待查   |      |
|      | 朴子市市徽   | 朴子市   | 待查     | 至今     | 待查   |      |
|      | 大林鎮鎮徽   | 大林鎮   | 待查     | 至今     | 待查   |      |
|      | 布袋鎮鎮徽   | 布袋鎮   | 待查     | 至今     | 待查   |      |
|      | 民雄鄉鄉徽   | 民雄鄉   | 待查     | 至今     | 待查   |      |
|      | 中埔鄉鄉徽   | 中埔鄉   | 待查     | 至今     | 待查   |      |
|      | 水上鄉鄉徽   | 水上鄉   | 待查     | 至今     | 待查   |      |
|      | 鹿草鄉鄉徽   | 鹿草鄉   | 待查     | 至今     | 待查   |      |
|      | 義竹鄉鄉徽   | 義竹鄉   | 待查     | 至今     | 待查   |      |
|      | 東石鄉鄉徽   | 東石鄉   | 待查     | 至今     | 待查   |      |
|      | 六腳鄉鄉徽   | 六腳鄉   | 待查     | 至今     | 待查   |      |
|      | 新港鄉鄉徽   | 新港鄉   | 待查     | 至今     | 待查   |      |
|      | 溪口鄉鄉徽   | 溪口鄉   | 待查     | 至今     | 待查   |      |
|      | 竹崎鄉鄉徽   | 竹崎鄉   | 待查     | 至今     | 待查   |      |
|      | 梅山鄉鄉徽   | 梅山鄉   | 待查     | 至今     | 待查   |      |
|      | 大埔鄉鄉徽   | 大埔鄉   | 待查     | 至今     | 待查   |      |
|      | 番路鄉鄉徽   | 番路鄉   | 待查     | 至今     | 待查   |      |
|      | 阿里山鄉鄉徽 | 阿里山鄉 | 待查     | 至今     | 待查   |      |

### 金門縣
| 徽章 | 名稱       | 使用地 | 啟用日期 | 廢止日期 | 設計者         | 描述 |
|      | 金城鎮鎮徽 | 金城鎮 | 1994     | 至今     | 王士朝         | 金城鎮徽為三角形（△有金的含意最穩重），白色階層象徵步步高昇（也有舊金城城墻及受獎台之意），右上有太陽代表旭日東昇陽光普照，鎮徽顏色的含意其中太陽為大紅色（意太陽熱忱）、上方為金色（意財富高貴）、下方為墨綠色（意大地生命）、字為白色（意純淨公正），三角形有三權象徵含意（政治—民權、經濟—民生、文化—民族），設計者為王士朝。 |
|      | 金湖鎮鎮徽 | 金湖鎮 | 待查     | 至今     | 待查           | 鎮徽外環是有八大點的橘色八角形，代表示圓滿及凝聚金湖鎮的八個行政里；佔大部份的綠色高山代表太武山、藍色水形代表太湖，象徵生生不息、右上有紅色金湖二字，代表鎮民樸實和熱情。 |
|      | 金沙鎮鎮徽 | 金沙鎮 | 待查     | 至今     | 郭燈煌、李迺瓊 | 鎮徽外環呈橘紅圓形，代表博愛；內環天藍，代表光明；中央有紅白相間，取材自屋宇，共有三條，代表「天地人」，形似流水和太極，代表生機無窮；中間綠色正方代表大地，與外圓互相呼應，象徵天圓地方；而正方的天藍線條代表龍脈，天藍一點為馬山望遠。                                                                                         |
|      | 烈嶼鄉鄉徽 | 烈嶼鄉 | 待查     | 至今     | 待查           | 鎮徽外環由間隔組成，五方間隔填上金色，藍色背景下影襯烈嶼鄉地圖，其上有四瓣葉片，下方有三金環，環環相扣。 |

### 連江縣
| 徽章 | 名稱       | 使用地 | 啟用日期 | 廢止日期 | 設計者 | 描述 |
|      | 南竿鄉鄉徽 | 南竿鄉 | 待查     | 至今     | 王大尾 | 縣徽呈圓形，外環白圈黃圈交疊，由黃色線條構成高山，以白線白點襯托，外環上有南竿二字。                                                                                   |
|      | 北竿鄉鄉徽 | 北竿鄉 | 2007年   | 至今     | 何俊彥 | 縣徽的圖案是「北」字的變體，右邊是一隻藍色飛鳥，代表黑嘴端鳳頭燕鷗、象徵北竿機場和進步；黃色圓形代表北竿人；紅橙色的筆觸代表芹壁聚落；左邊是綠色山形野百合，象徵生態。 |
|      | 莒光鄉鄉徽 | 莒光鄉 | 2004年   | 至今     | 待查   | 縣徽的圖案是「莒」字的變體，其上深淺綠色雙鳥並飛，橘藍雙菱重壘，中央是東莒燈塔，下方是鄉公所名稱。                                                                     |
|      | 東引鄉鄉徽 | 東引鄉 | 待查     | 至今     | 待查   | 縣徽呈圓形，天藍色為底色，猶如碧水藍天，東湧燈塔佇立在海岸邊上。 |

## 歷史徽章

### 臺灣日治時期
| 徽章 | 名稱         | 使用地         | 啟用日期      | 廢止日期       | 設計者     | 徽章含義 |
|      | 字章         | 日治臺灣       | 待查          | 待查           | 待查       | 日治時代的臺灣政府徽章，以「」字設計。 |
|      | 臺北市市徽   | 臺北市         | 1920年        | 1981年10月19日 | 高木義幸   | 臺北廳徵募約5千份投稿後於1916年選出，1920年臺北建市後成為市徽。變體自小篆「北」字，外形參照松葉，造型簡約，兩側外彎，中間兩豎，象徵頂天立地。 |
|      | 臺中市市徽   | 臺中市         | 1921年        | 至今           | 中村與松   | |
|      | 臺南市市徽   | 臺南市         | 1921年3月     | 1978年         | 山下若松   | 菱形是「」字的變體，圓形和感嘆號則由「南」字的片假名「ナン」組成。                                                                            |
|      | 基隆市市徽   | 基隆市         | 1925年11月    | 待查           | 待查       | 以船錨的造型象徵基隆身為港都的角色，紋章中央將基隆（キールン）日文片假名中的「」字圖案化。                                                            |
|      | 高雄市市徽   | 高雄市         | 1929年2月     | 待查           | 川本五虎   | 由「高」字的片假名「タカ」變體成上下兩菱組成，象徵寶錘。                                                                                      |
|      | 新竹市市徽   | 新竹街、新竹市 | 1921年7月     | 待查           | 待查       | 「竹」字做圓形設計。 |
|      | 嘉義市市徽   | 嘉義市         | 1930年9月17日 | 待查           | 增山天南   | 以「嘉」字的圖案化為概念設計。 |
|      | 彰化市市徽   | 彰化市         | 1934年        | 待查           | 待查       | 「化」字做丸形設計。 |
|      | 屏東市市徽   | 屏東街、屏東市 | 1924年7月     | 待查           | 中谷政之助 | |
|      | 宜蘭市市徽   | 宜蘭市         | 待查          | 待查           | 待查       | |
|      | 花蓮港市市徽 | 花蓮港市       | 1916年9月     | 待查           | 粥川切太郎 | |
|      | 臺中州章     | 臺中州         | 待查          | 待查           | 待查       | 為「中州」兩字丸型化 |
|      | 清水街章     | 清水街         | 待查          | 待查           | 待查       | 為「水」字的丸型化 |
|      | 鹿港街章     | 鹿港街         | 待查          | 待查           | 待查       | 為「鹿」字片假名「ロク」的丸型化 |
|      | 新竹州州徽   | 新竹州         | 待查          | 待查           | 待查       | |

### 其他
| 徽章 | 名稱                            | 使用地                                  | 啟用日期         | 廢止日期                                | 設計者   | 徽章含義 |
|      | 廣州市市徽                      | 廣州市                                  | 1926年1月1日     | 1949年10月14日（廣州淪陷）              | 待查     | 市徽爲木棉花之形，以青天白日居中，最上方有廣州市名牌，底色為藍色，五「羊」字绕之，四周則是黃色稻穗環，五羊与谷穗，來自廣州城五羊獻穗的歷史掌故。居中的青天白日代表國民革命，而廣州也是青天白日旗的誕生地，寓意祝願國民革命在英雄的五羊城取得勝利。1931年，木棉被廣州市政府正式定為市花。 |
|      | 南京市市徽                      | 南京市                                  | 1930年1月14日    | 待查                                    | 刘纪文   | 市徽圖案是一座四柱三間五樓石牌坊，中間額枋之上的字牌書寫「民有」，「民有」上方還有「京市」二字，代表南京首都地位。兩側次間額枋字牌分別書寫「民治」和「民享」。 |
|      | 昆明市市徽                      | 昆明市                                  | 1923年           | 1949年12月9日（中國人民解放軍攻佔昆明） | 張維翰   | 市徽底色為藍色，紅邊白圈交叉相交，代表日月交比，中央有黃色「市」字，象徵溝通東西兩半球之文明而成為一模範城市。 |
|      | 臺北市市徽 （省轄、直轄）       | 日屬臺灣臺北市 省轄臺北市 臺北市        | 1920年           | 1981年10月19日                          | 高木義幸 | 原為臺北市在日治時代的市徽，進入中華民國時代後沿用之。 |
|      | 臺北市市徽                      | 臺北市                                  | 1981年10月19日   | 2010年9月19日                           | 楊乾鐘   | 市徽為梅花形，紅色陽文為「北」字，白色陰文為「市」字小篆「北」字，象徵陰陽互為一體。 |
|      | 臺南市市徽 （省轄）             | 日屬臺灣臺南市 臺南市（省轄市）         | 待查             | 1978年                                  | 待查     | 市徽的菱形是「台」字的變體，圓形和感嘆號則由「南」字的片假名「ナン」組成。 |
|      | 臺南市市徽 （省轄）             | 臺南市（省轄市）                        | 1978年           | 2014年12月22日                          | 蘇仲民   | 市徽由藍邊紅花組成，是為鳳凰五瓣花，中間是「台南市」三字組成的白色合體字，中間線條是指南針，黃色城牆為古城遠境，下部是船頭。 |
|      | 高雄市市徽 （省轄、合併前直轄） | 高雄市（省轄市） 高雄市（合併前直轄市） | 1974年6月        | 2009年12月31日                          | 林朝乾   | 市徽為藍底齒輪，象徵時代巨輪，不斷進步；內含黃色「高」字，代表團結一致，前程光芒燦爛。 |
|      | 原臺北縣縣徽                    | 原臺北縣                                | 1964年至1973年間 | 2010年12月25日                          | 謝順榮   | 臺北縣縣徽，乃蘇清波縣長時代公開徵選所得，其後隨著臺北縣升格為新北市而過渡成為市徽。市徽以「台北」二字變化而成，代表永遠發達；十字交叉縱橫象徵橋樑，文化四通八達；而圓形象徵「壽」字，代表永垂不沒。                                                                                     |
|      | 原花蓮縣縣徽                    | 花蓮縣                                  | 1978年           | 2002年11月1日                           | 待查     | 蓮花代表美麗的花蓮，以紅色花字襯托中間白色的蓮花，顯示縣名為花蓮，花字共有十三個，代表花蓮縣十三鄉鎮市。在整體圖案中，紅、藍、白代表青天白日滿地紅的國旗，意為燦爛的光輝照耀著花蓮，處處呈現一片欣欣向榮，為花蓮開創出美麗遠景，帶來無限的希望，在花蓮縣找得到的希望。                   |
|      | 原臺東縣縣徽                    | 臺東縣                                  | 1984年           | 2014年                                  | 待查     | |
|      | 原臺東縣縣徽                    | 臺東縣                                  | 2014年           | 2023年9月8日                            | 待查     | 結合月形石柱、臺東縣縣花蝴蝶蘭及拼版舟造型，呈現臺東多元和諧的人文特質、族群融合及悠久豐富的歷史傳承。 |

## 参見
- 中華民國旗幟列表
- 台灣旗幟列表
- 中華民國國旗
- 中國旗幟列表